# 鎮痛劑腎病
鎮痛劑腎病(Analgesic nephropathy)是由镇痛药，比如阿司匹林、非那西汀、对乙酰氨基酚等所誘發的腎臟損傷疾病。鎮痛劑腎病通常指過度使用這些鎮痛藥物的組合，特別是包括非那西丁的藥物組合。它也可以被用於描述來自於任何單一鎮痛藥物所引起的腎臟損傷。
由鎮痛藥所誘發的特異性腎損傷為腎乳頭壞死及慢性間質性腎炎。它們出現腎血流量(renal blood flow)的減少、抗氧化剂的快速消耗，以及隨後的氧化損傷腎臟的結果等現象。腎損害可能導致進行性的慢性腎功能衰竭、異常尿液分析現象、高血壓，及貧血。一小部分具有鎮痛劑腎病的病患可能發展為終末期腎病。
鎮痛劑腎病一度在歐洲，澳大利亞及美國的部分地區為腎損傷及終末期腎臟病最常見的病症。在大多數地區、其發病率急劇下降，因為在20世紀70年代和80年代使用非那西丁的下降故。

## 歷史
镇痛药是一類廣泛應用於治療疼痛的藥物。它們包括阿司匹林及和其他非甾体抗炎药(NSAIDs)，以及退燒藥(Antipyretic)撲熱息痛(在美國稱為acetaminophen)與非那西丁。在19世紀後期推出，在歐洲，澳大利亞和美國的部分地區非那西丁一度混合鎮痛藥為複方藥(Combination drug)。這些組合的鎮痛藥含有阿司匹林，或其他藥物、如NSAID與非那西丁、撲熱息痛或水楊酰胺，以及咖啡因或可待因所組成。

## 倂發症
鎮痛藥腎病的併發症包括腎盂腎炎(pyelonephritis) 及終末期腎病。
常指的是被誘導過度使用一些複合藥物的所造成的傷害，尤其是那些包括非那西丁的複合藥物 use of combinations of these medications, specifically combinations that include phenacetin. For this reason, it is also called analgesic abuse nephropathy. Murray prefers the less judgmental analgesic-associated nephropathy. Both terms are abbreviated to the acronym AAN, by which the condition is also commonly known.-->